# Campionatul European de Minifotbal 2011
Campionatul European de Minifotbal 2011 a fost cea de a doua ediție a Campionatelor Europene de Minifotbal și a fost găzduită de România în perioada 5-6 Noiembrie. La acest turneu au participat 7 echipe naționale, împărțite în două grupe: una de patru echipe și cealaltă de trei echipe, din fiecare grupă echipele clasate pe primele două locuri merg în fazele eliminatorie. În calitate de țară gazdă România reușește să cucerească al doilea trofeu consecutiv, după cel din 2010 turneu ce s-a desfășurat în Slocavia, câștigând finala în fața națonalei a Cehiei la penalti cu scorul de 5-4, după un 3-3 în timp regulamentar.

## Faza Grupelor

### Grupa A
| Echipa   | MJ | V | E | Î | GM | GP | G  | Pct |
| -------- | -- | - | - | - | -- | -- | -- | --- |
| România  | 3  | 3 | 0 | 0 | 11 | 2  | +9 | 9   |
| Grecia   | 3  | 1 | 1 | 1 | 5  | 6  | −1 | 4   |
| Bulgaria | 3  | 0 | 2 | 1 | 3  | 8  | −5 | 2   |
| Slovacia | 3  | 0 | 1 | 2 | 5  | 8  | −3 | 1   |

| 5 noiembrie 2011 |     |          |
| România          | 5–0 | Bulgaria |
| Grecia           | 3–2 | Slovacia |
| România          | 3–1 | Slovacia |
| Bulgaria         | 1–1 | Grecia   |
| Grecia           | 1–3 | România  |
| Slovacia         | 2–2 | Bulgaria |

### Grupa B
| Echipa  | MJ | V | E | Î | GM | GP | G  | Pct |
| ------- | -- | - | - | - | -- | -- | -- | --- |
| Cehia   | 2  | 2 | 0 | 0 | 4  | 2  | +2 | 6   |
| Moldova | 2  | 1 | 0 | 1 | 7  | 4  | +3 | 3   |
| Cipru   | 2  | 0 | 0 | 2 | 3  | 8  | −5 | 0   |

| 5 noiembrie 2011  |     |                   |
| Republica Moldova | 2–3 | Cehia             |
| Cehia             | 3–2 | Cipru             |
| Cipru             | 1–5 | Republica Moldova |

## Faza Eliminatorie
|  | Semifinale       | Semifinale       |       |                  | Finala           | Finala |  |
|  |                  |                  |       |                  |                  |        |  |
|  | 6 noiembrie 2011 |                  |       |                  |                  |        |  |
|  | România          | 4                |       |                  |                  |        |  |
|  | Moldova          | 1                |       |                  |                  |        |  |
|  |                  |                  |       |                  |                  |        |  |
|  |                  |                  |       |                  | 6 noiembrie 2011 |        |  |
|  |                  |                  |       |                  | România          | 3 (5)  |  |
|  |                  | Cehia            | 3 (4) |                  |                  |        |  |
|  |                  |                  |       |                  |                  |        |  |
|  |                  |                  |       |                  |                  |        |  |
|  |                  |                  |       |                  | Finala Mică      |        |  |
|  | 6 noiembrie 2011 | 6 noiembrie 2011 |       | 6 noiembrie 2011 | 6 noiembrie 2011 |        |  |
|  | Cehia            | 1 (2)            |       | Moldova          | 1                |        |  |
|  | Grecia           | 1 (0)            |       |                  | Grecia           | 0      |  |

## Clasament final
|   | România  |
|   | Cehia    |
|   | Moldova  |
| 4 | Grecia   |
| 5 | Bulgaria |
| 6 | Slovacia |
| 7 | Cipru    |

| Campionatul Mondial de Minifotbal 2011 România Al doilea titlu |
| -------------------------------------------------------------- |

## Vezi și
Campionatul European de Minifotbal 2012